# Flyselskab
Et flyselskab eller luftfartsselskab er en civil organisation der transporterer personer og/eller varer i flyvemaskiner.